# Orthocladius bifasciatus
Orthocladius bifasciatus är en tvåvingeart som först beskrevs av Malloch 1918.  Orthocladius bifasciatus ingår i släktet Orthocladius och familjen fjädermyggor. Inga underarter finns listade i Catalogue of Life.